# Josef Escher

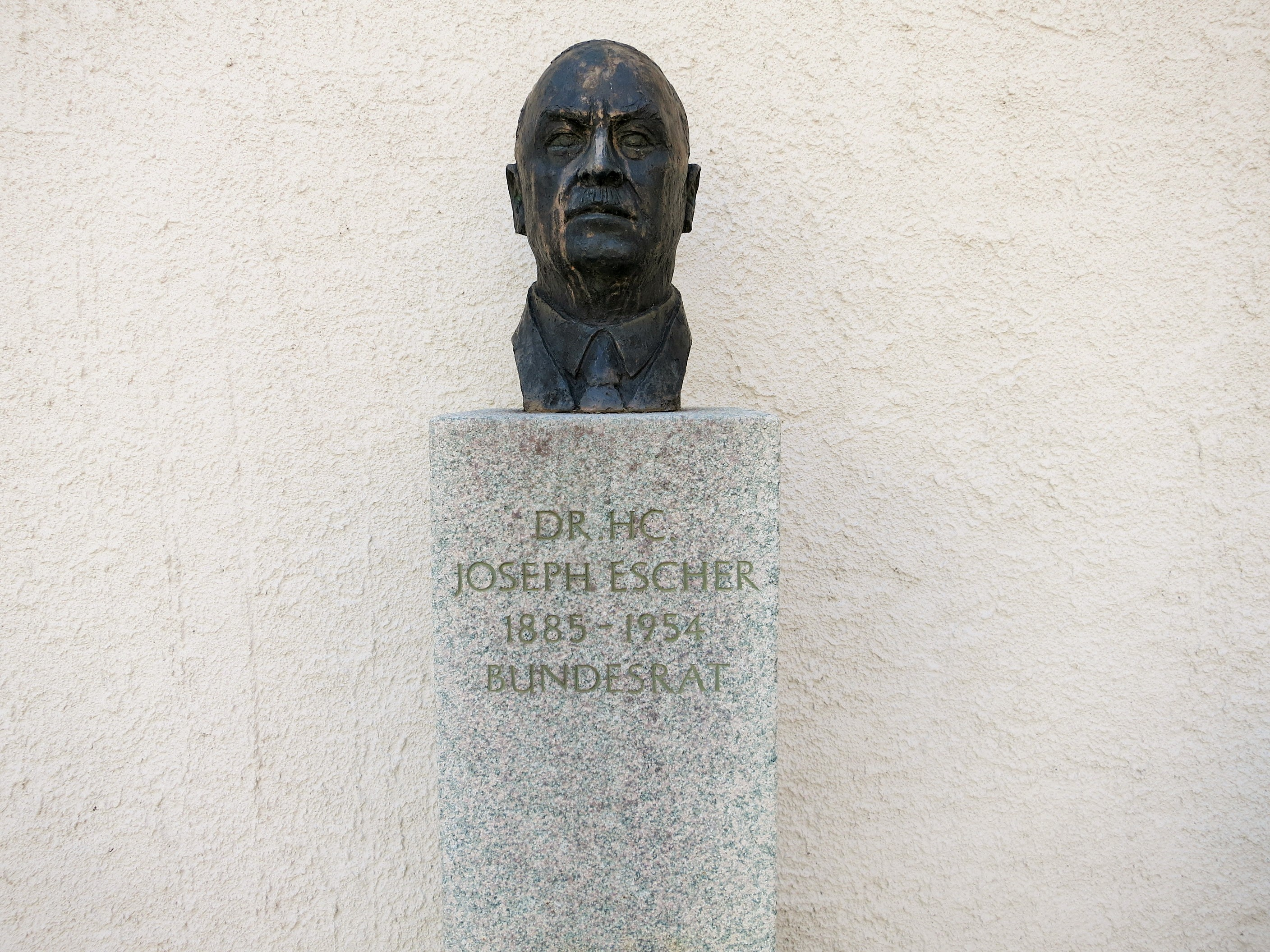
Monument a Simplon

Josef Escher (17 de setembre de 1885 a Simplon-Village – 9 de desembre de 1954 a Berna), advocat, notari i polític suís. Vicepresident de la Confederació Helvètica.

## Família i formació
El seu pare Anton era transportista i agricultor, la seva mare Emma Müller era filla d'un hoteler. Joseph va fer els estudis secundaris a Brig i el batxillerat a Saint Maurice (Collège de l'Abbaye) i de Dret a la Universitat de Berna i a Berlín. Va tenir despatx d'advocat i notaria a Brigue.
Doctor honoris causa per la Facultat de Dret de la universitat de Friburg.

## Carrera política
- Membre del Partit Conservador Popular (posteriorment PDC - Partit Demòcrata-Cristià), del que va ser President (1946-1950).[3] Les arrels del PDC es remunten a l'època de la creació de l'estat federal suís l'any 1848. Al llarg del segle XIX, el PDC –llavors anomenat Partit Catòlic Conservador– va mantenir una actitud federalista en temes institucionals i es va mantenir a prop de l'Església durant el “Kulturkampf”.Després de la derrota del “Sonderbund”, el partit va recuperar progressivament el poder als seus cantons de presència tradicional, és a dir al centre de Suïssa, al Valais, a Friburg. El 1894 va canviar el seu nom pel de Partit Popular Catòlic. L'any 1912 es va convertir en el Partit Conservador Popular. Després de la mort d'Escher , el 1957 va prendre el nom de Partit Conservador Social Cristià. No va ser fins al 1970 que va adoptar el nom de Partit Demòcrata Cristià.[4]
- Vicepresident de Brigue (1912)
- Diputat del Gran Consell de Valais (1917-1931)
- President de Glis (1920-1928)
- Cap del Departament de Correus i Ferrocarrils, on va posar en marxa la primera televisió a Lausana[5]
- Conseller d'Estat en temes diversos (Assumptes militars, Instrucció pública, Finances)
- Conseller Nacional (1925-1931 i 1936-1950)[4]
- Conseller Federal i VicePresident de la Confederació Helvètica (1950)

Va morir el 9 de desembre de 1954, de forma sobtada d'un atac de cor en plena sessió del Consell Nacional.